# Список підрозділів окружного секретаріату Північної провінції
Підрозділи окружного секретаріату Північної провінції Шрі-Ланки

#### Округ Джафна
- Делфт (підрозділ окружного секретаріату)
- Північний Айленд (підрозділ окружного секретаріату)
- Південний Айленд (підрозділ окружного секретаріату)
- Джафна (підрозділ окружного секретаріату)
- Карайнагар (підрозділ окружного секретаріату)
- Наллур (підрозділ окружного секретаріату)
- Тенмарадчі (підрозділ окружного секретаріату)
- Східний Вадамарадчі (підрозділ окружного секретаріату)
- Північний Вадамарадчі (підрозділ окружного секретаріату)
- Південно-Західний Вадамарадчі (підрозділ окружного секретаріату)
- Східний Валікамам (підрозділ окружного секретаріату)
- Північний Валікамам (підрозділ окружного секретаріату)
- Південний Валікамам (підрозділ окружного секретаріату)
- Південно-Західний Валікамам (підрозділ окружного секретаріату)
- Західний Валікамам (підрозділ окружного секретаріату)

#### Округ Кіліноччі
- Кандавалай (підрозділ окружного секретаріату)
- Караччі (підрозділ окружного секретаріату)
- Паччілайпаллі (підрозділ окружного секретаріату)
- Поонакарі (підрозділ окружного секретаріату)

#### Округ Маннар
- Мадху (підрозділ окружного секретаріату)
- Маннар (підрозділ окружного секретаріату)
- Західний Мантай (підрозділ окружного секретаріату)
- Мусалай (підрозділ окружного секретаріату)
- Нанаддан (підрозділ окружного секретаріату)

#### Округ Муллайтіву
- Східний Мантай (підрозділ окружного секретаріату)
- Марітімепатту (підрозділ окружного секретаріату)
- Оддусуддан (підрозділ окружного секретаріату)
- Путукудіїруппу (підрозділ окружного секретаріату)
- Тунуккай (підрозділ окружного секретаріату)
- Веліоя (підрозділ окружного секретаріату)

#### Округ Вавунія
- Вавунія (підрозділ окружного секретаріату)
- Північна Вавунія (підрозділ окружного секретаріату)
- Південна Вавунія (підрозділ окружного секретаріату)
- Венгалачеддікулам (підрозділ окружного секретаріату)